# 열대병
열대병(熱帶病)은 열대 지역에서 토착화된 질병을 말한다. 인간의 열대우림 개척, 탈산림화 등이 열대병을 확산시키고 있다. 특히 개도국에서 많이 발생하기 때문에, 희귀하지 않게 일어나는데도 치료법 개발 노력에 있어 소외를 받는 경우도 있다. 열대병을 연구하는 의학을 열대의학이라고 한다.

## 같이 보기
- 열대의학
- 감염병
- 세계화와 질병